# Callulina meteora
Callulina meteora es una especie de anfibio anuro de la familia Brevicipitidae.

## Distribución geográfica
Esta especie es endémica de Tanzania. Habita entre los 1980 y 2100 m de altitud en las montañas Nguru.

## Publicación original
- Menegon, Gower & Loader, 2011 : A remarkable new species of Callulina (Amphibia: Anura: Brevicipitidae) with massive, boldly coloured limb glands. Zootaxa, n.º 3095, p. 415-26.[3]